# Blodspår (film)
Blodspår (engelska: Blood Work) är en amerikansk långfilm från 2002. Clint Eastwood, som spelar huvudrollen, står även för regin. Filmen bygger på romanen med samma namn av Michael Connelly.

## Handling
FBI-agenten Terry McCaleb drabbas av en hjärtinfarkt, när han jagar en misstänkt mördare. Han genomgår en hjärttransplantation och blir pensionerad. En kvinna söker en dag upp McCaleb och ber honom att ta sig an fallet med hennes mördade syster. Det visar sig att McCalebs transplanterade hjärta tillhörde kvinnans syster.

## Rollista
| Clint Eastwood  | – Terry McCaleb             |
| Jeff Daniels    | – Jasper 'Buddy' Noone      |
| Anjelica Huston | – Dr. Bonnie Fox            |
| Wanda De Jesus  | – Graciella Rivers          |
| Tina Lifford    | – Detective Jaye Winston    |
| Paul Rodriguez  | – Detective Ronaldo Arrango |
| Dylan Walsh     | – Detective John Waller     |
| Mason Lucero    | – Raymond Torres            |
| Gerry Becker    | – Mr. Toliver               |
| Rick Hoffman    | – James Lockridge           |
| Alix Koromzay   | – Mrs. Cordell              |